# ميناء حوض البترول
ميناء حوض البترول أو ميناء الزيتيات أو ميناء الزيتية، هو أحد الموانئ المصرية التابعة للهيئة العامة لموانئ البحر الأحمر، ويقع على ساحل البحر الأحمر بالجزء الغربي من ميناء السويس على الطرف الشمالي لخليج السويس عند المدخل الجنوبي لقناة السويس.

## مقومات الميناء
| المساحة المائية | 158 كيلو متر مربع (158073000 متر مربع) (وهي مساحة مشتركة بين ميناء السويس والأدبية وحوض البترول) |
| المساحة الأرضية | 1,16 كيلو متر مربع 1160000 متر مربع                                                              |

الطاقة التصميمية القصوى (الاستعابية) :
- صب سائل 4.14 مليون طن.
- ساعات العمل 24 ساعة يوميا.

## الخصائص

### خصائص طبيعية
| توقيت المنطقـة             | جرينتش +2 ساعة                 |
| كود الموجة VHF             | 12 16                          |
| الطقس                      | الرياح شمالية إلى شمالية غربية |
| موسم الأمطار               | شتاء                           |
| مقدار المد والجزر (بالمتر) | من 2.1 إلى 1.2 متر             |

### خصائص ملاحية
الإرشاد في ميناء حوض البترول إجبارى

### خصائص الأرصفة
| رقم الرصيف            | الطول (متر) | أقصى غاطس (متر) |
| --------------------- | ----------- | --------------- |
| الرصيف التجارى        | 128         | 9               |
| الرصيف التجارى القديم | 200         | 9               |
| أساكل 5,4,3,2,1       | 500         | 9               |

بالنسبة للأرصفة أرقام (5,4,3,2,1) هي عبارة عن أرصفة خرسانية (أساكل) ممتدة في البحر للناقلات حمولة 18 ألف طن والأرصفة مجهزة بخطوط أنابيب لاستقبال وتداول جميع منتجات النفط وبعمق 9 متر وتبلغ أطوال الأساكل الكلية حوالى 500 متر بالإضافة إلى وجود منصة عميقة بعمق 11.5 متر خارج الميناء لاستقبال ناقلات البترول والغاز حتى حمولة 40 ألف طن وأقصى طول للناقلات التي تدخل الميناء 169 متر بأقصى غاطس 9 متر.

## الخدمات

### الإمداد والتموين
- المياه العذبة
- سولار
- المواد الغذائية

### مقومات الأمن والسلامة والحفاظ على البيئة
- الإمكانيات الطبية
- مكافحة الحريق
- مكافحة التلوث